# Будинок Йоакима Самуїловича Каннегісера

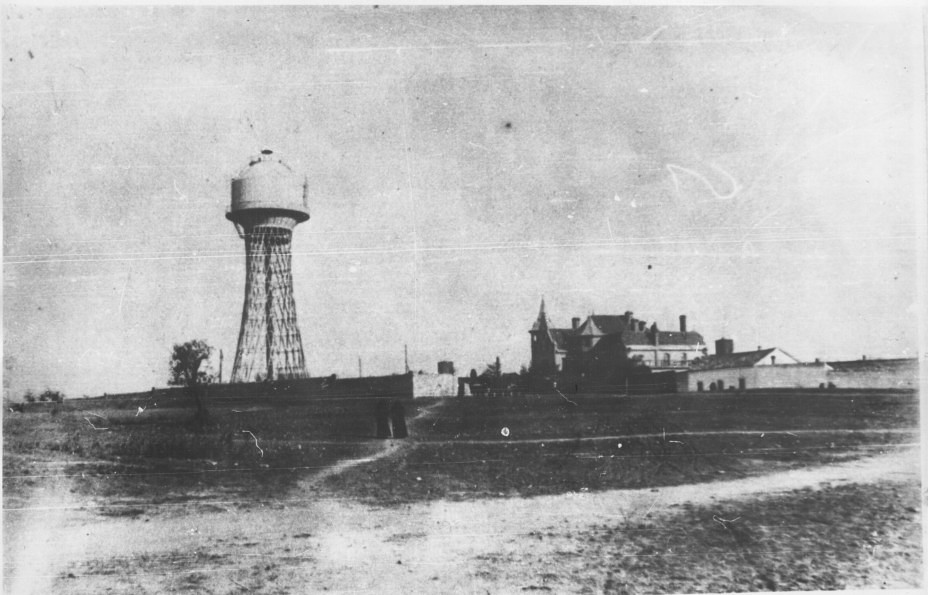
Будинок керівника заводу «Наваль» Йоакима Каннегісера

Будинок керівника заводу «Наваль» Йоакима Самуїловича Каннегісера — історична пам'ятка мистецтва і архітектури в Миколаєві на вулиці Рюміна, 2б. Станом на 2006 рік внесена в перелік пам'яток архітектури.

## Історія
Особняк був побудований в XIX столітті на землі, що належала пріору лютеранської церкви Е. Пріосу. На той час вулиця називалася Кур'єрською. При будівництві використовувалася очаківська цеглина.
Будинок знаходиться на вершині пагорба, досі є самим високорозташованим приватним житлом в межі міста. На протилежній стороні вулиці височіє пам'ятка Миколаєва — водонапірна вежа Шухова.
Особняк, що більше нагадує замок, спроектували в стилі французького сільського модерну. З 1899 по 1907 рік у ньому мешкали керівник заводу «Наваль» Йоаким Самуїлович Каннегісер з дружиною Розалією Львівною. У будинку народилися усі діти пари, потім наїздами з Петербургу бував їхній син, поет Леонід Каннегісер. Двоповерхова будова, що стоїть поблизу, повернена у бік провулка, призначалася для проживання прислуги.
Каннегісер перевіз сім'ю до Санкт-Петербургу незадовго до початку Першої Світової війни. Згідно з дослідженнями історика-краєзнавця Ю. С. Крючкова будівлю деякий час займав німецький католицький монастир для жінок. Потім будинок зайняв відомчий дитячий садок № 26, що належав Чорноморському суднобудівельному заводу. Пропрацював до кінця дев'яностих років.
У 2004 році Чорноморський суднобудівний завод продав будівлю, після чого вона стала власністю за ТОВ «Олком». У тому ж році новим власникам були видані приписи про необхідність реставрації сильно занепалої будівлі, з обов'язковим збереженням зовнішнього і внутрішнього вигляду пам'ятника архітектури. Але порушуючи зобов'язання власники вивезли оригінальне оздоблення особняку, замінивши все сучасними матеріалами. У 2006 році будинок залишився без даху, будівництво припинилося, почалася зміна власників.

## Сучасний стан
Будинок Каннегісера вцілів, але істотно змінив вигляд. Його сучасна назва — «Замок Наваль». В ньому розташований житловий комплекс в історичній частині міста. За словами власника, при проведенні реконструкції історичної будівлі, що знаходилася в дуже плачевному стані, вдалося зберегти оригінальні сходи, зроблені з металу, голландські печі і частину камінів, відновлені дверні і віконні отвори. Повністю відреставрована видова вежа, тераси з балконом і балюстрадою. За станом на весну 2018 року практично завершена реставрація фасаду, що виходить на вулицю Рюміна.
Проте в процесі реставрації і перебудови будинку Каннегісера були допущені серйозні відхилення від первинного вигляду старовинної будівлі. Відзначається, що зникла лиштва, яка обрамляла вікна і оригінальна столярка, а з боку фасаду з'явилася нова надбудова, що сильно змінила історичний вигляд будівлі.

## Легенда
За неперевіреними даними, під Будинком Каннегісера знаходяться розгалужені катакомби (підземні ходи), що ведуть у бік Спаського урочища. А охоронці, що чергували ночами у дитячому садку, періодично чули хоровий спів, що доносився з-під землі.